# Verbond van wilgenvloedbossen en -struwelen

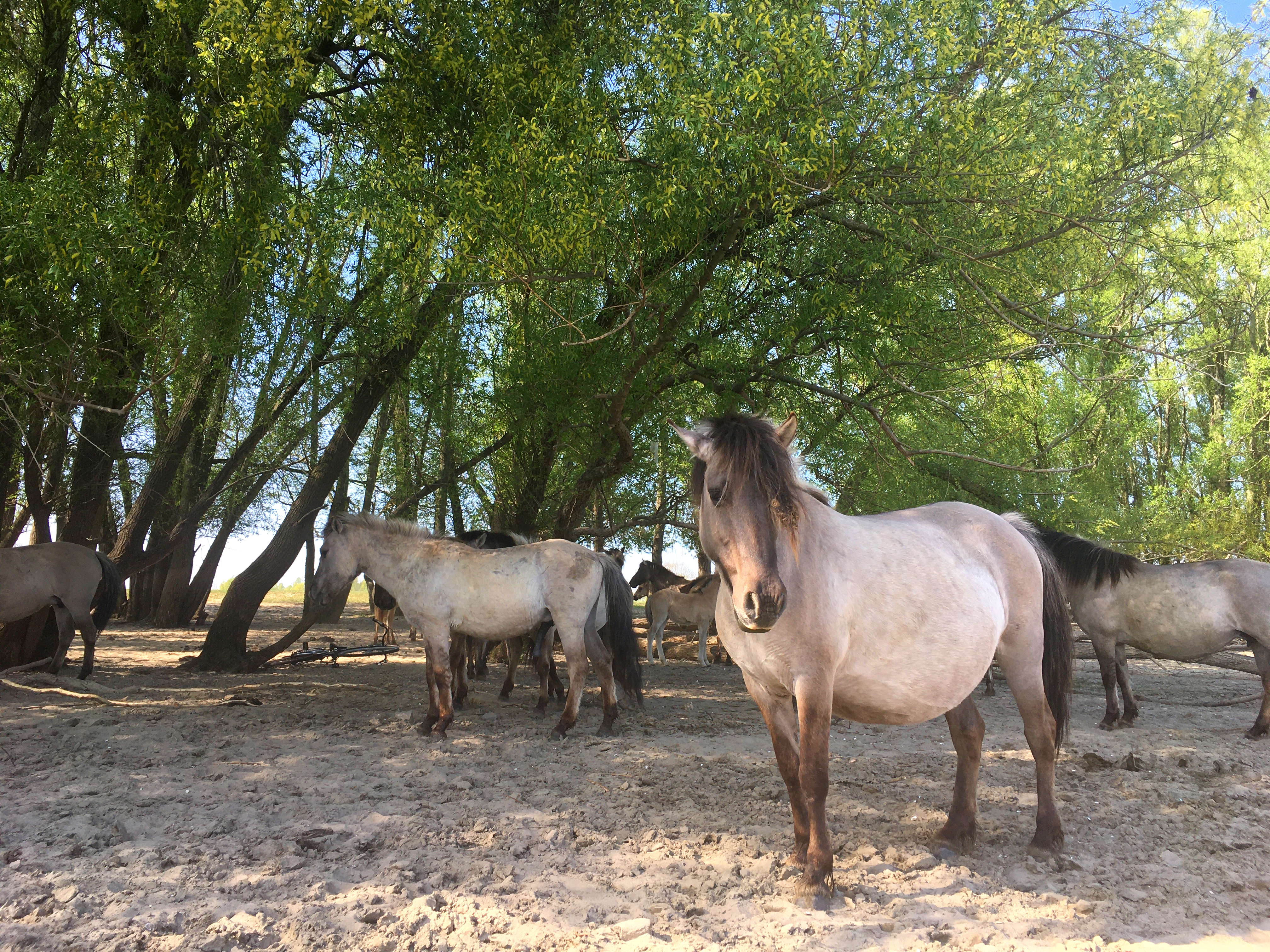
Koniks in wilgenvloedbos in de Bemmelse Waard

Het verbond van wilgenvloedbossen en -struwelen (Salicion albae) is een verbond uit de orde van wilgenvloedbossen en -struwelen (Salicetea purpureae). Het verbond omvat door smalbladige wilgen gedomineerde, eutrafente bosplantengemeenschappen van periodiek overstroomde gronden.
De bosvegetatie uit dit verbond wordt ook wel zachthoutooibos genoemd, in tegenstelling tot die van het abelen-iepenbos, die bekendstaan als hardhoutooibos.

## Naamgeving en codering
| Salicion albae Tx. ex Moor 1958 nom. illeg.     |
| Salicion albae Th.Müll. & Görs 1958 nom. illeg. |
| Populion albae Tx. 1931 nom. nud.               |

- Syntaxoncode voor Nederland (rVvN): r41Aa
- BWK-karteringscode: sf

De wetenschappelijke naam Salicion albae is afgeleid van de botanische naam van schietwilg (Salix alba), die geldt als kensoort voor de bovenliggende klasse.

## Fysiognomie

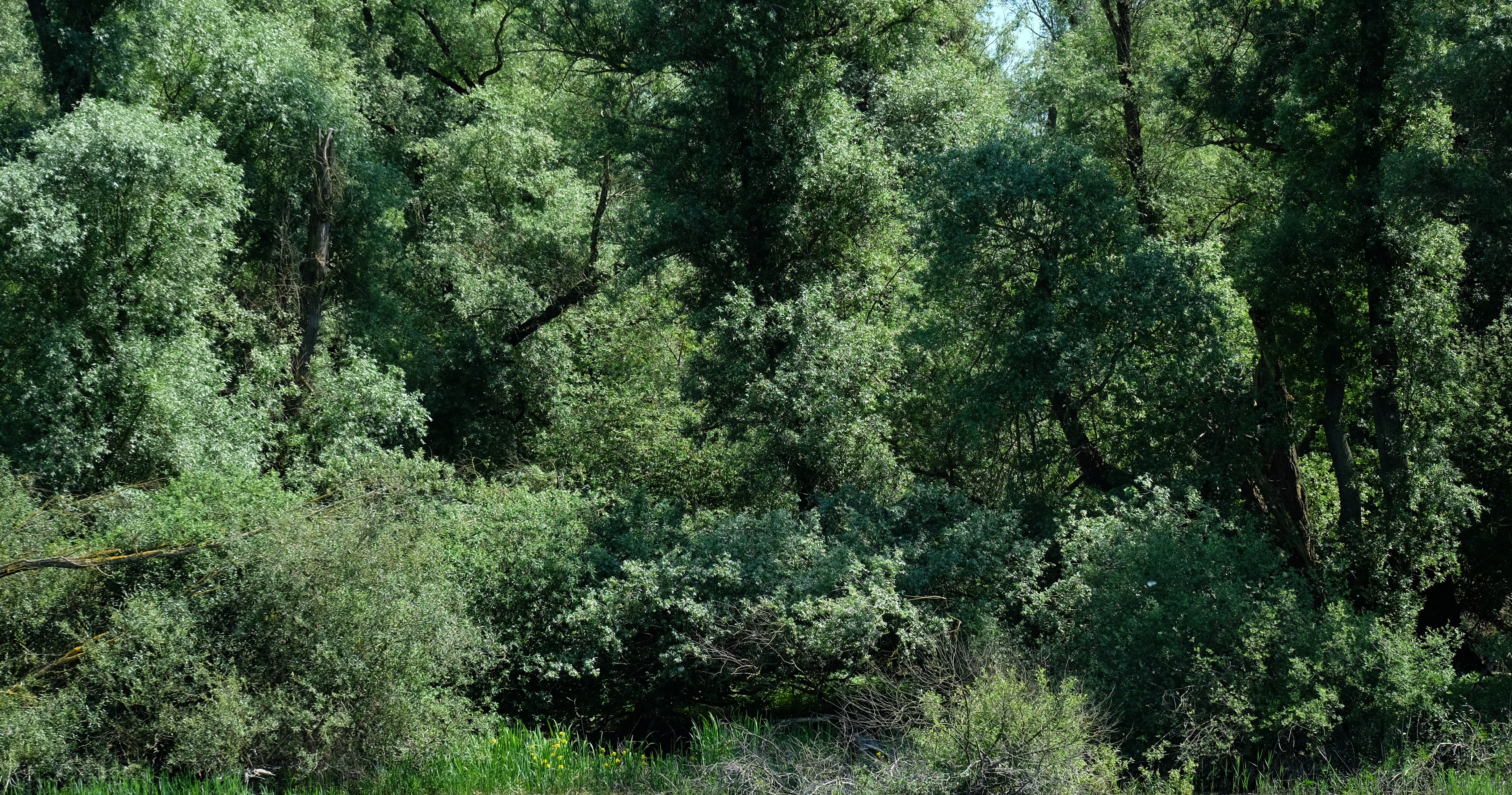
De naamgevende soort schietwilg (Salix alba) geeft gemeenschappen van het verbond de herkenbare grijsgroene tint.

Zoals de naam al aangeeft, bevat het verbond van wilgenvloedbossen en -struwelen qua formaties zowel bossen als struwelen. Het heeft een matig open tot zeer dichte bosvegetatie met een soms hoog opgaande, soortenarme boom- en struiklaag, die in elkaar overgaan. Naast een aantal wilgensoorten komt ook de zwarte populier voor. Deze bomen verspreiden zich door zaden met vruchtpluis of vegetatief met afgebroken takken. De ondergroei bestaat meestal uit een weelderige ruigte met soorten die ook in natte strooiselruigten en rietlanden worden aangetroffen.

## Ecologie
Het verbond van wilgenvloedbossen en -struwelen omvat plantengemeenschappen van periodiek overstroomde, laaggelegen, eutrofe gronden in de uiterwaarden van grote rivieren en in het zoetwatergetijdengebied. Lokaal kan het ook ontstaan in moerasgebieden waar een natuurlijke waterafvoer ontbreekt, zoals in afgesloten rivierarmen en op afgegraven terreinen.
Wilgenvloedbossen vormen op dergelijke standplaatsen de climaxvegetatie.

## Associaties in Nederland en Vlaanderen
Het verbond van wilgenvloedbossen en -struwelen wordt in Nederland en Vlaanderen vertegenwoordigd door drie associaties.
- - bijvoet-ooibos (Artemisio-Salicetum albae)
  - lissen-ooibos (Irido-Salicetum albae)
  - veldkers-ooibos (Cardamino amarae-Salicetum albae)

- derivaatgemeenschap met reuzenbalsemien (DG Impatiens glandulifera-[Salicion albae/Alno-Padion])
- rompgemeenschap met grote brandnetel (RG Urtica dioica-[Salicion albae])
- rompgemeenschap met dauwbraam en schietwilg (RG Rubus caesius-Salix alba-[Alno-Padion/Salicion albae])

## Vegetatiezonering

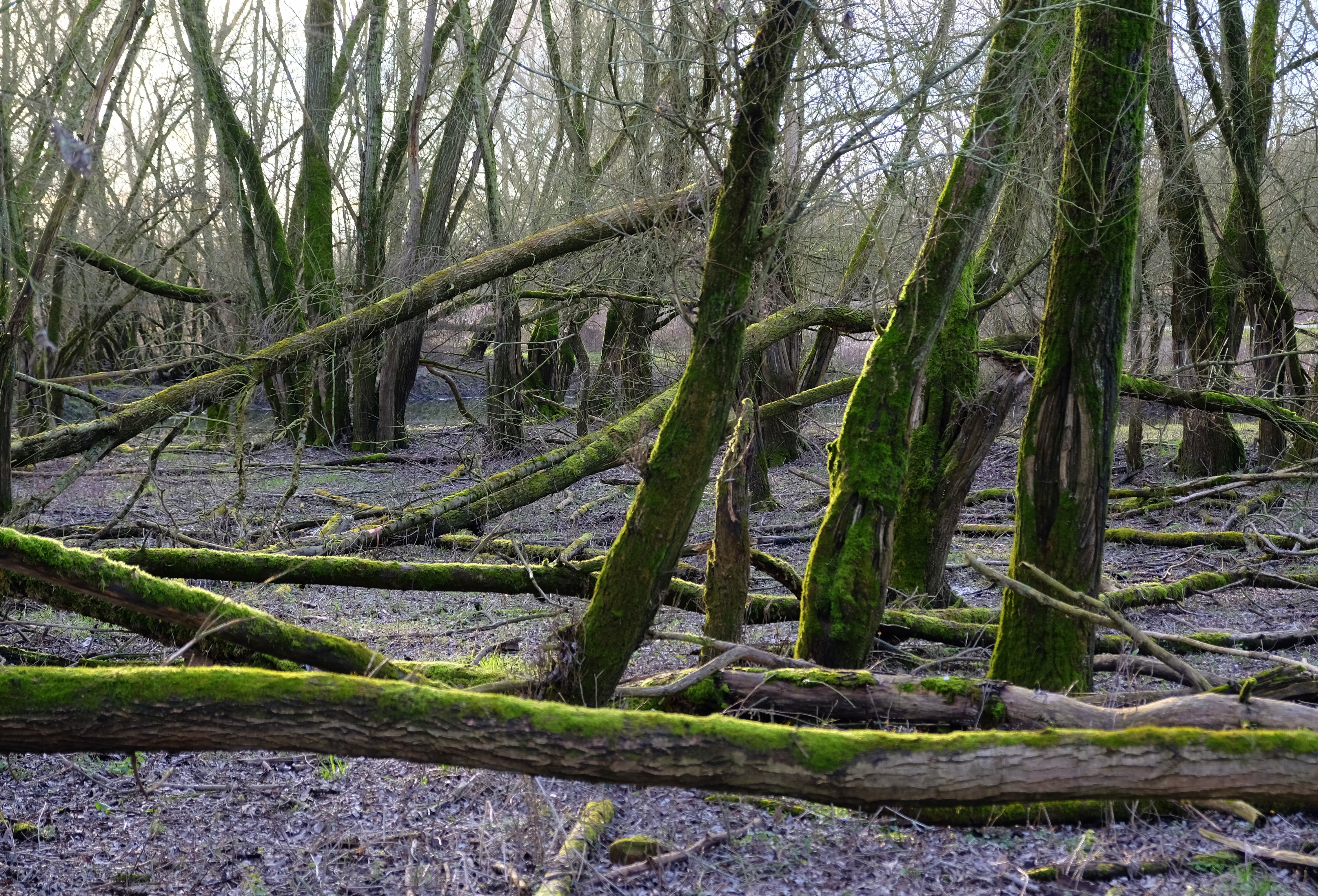
Epifytische mossengemeenschappen uit de kringmos-klasse

Op de schors van de bomen (ook omgevallen bomen) en struiken uit de gemeenschappen uit het verbond van wilgenvloedbossen groeien altijd mossengemeenschappen uit de kringmos-klasse.

## Diagnostische taxa voor Nederland en Vlaanderen
Het verbond van wilgenvloedbossen en -struwelen heeft voor Nederland en Vlaanderen geen specifieke kensoorten. Voor een overzicht van de voornaamste ken- en begeleidende soorten van de klasse, zie de klasse van wilgenvloedbossen en -struwelen.

## Fauna
In Nederland bevinden de gemeenschappen uit verbond van wilgenvloedbossen en -struwelen zich dikwijls in uiterwaardgebieden waar vaak halfwild/verwilderde grote grazers zoals koniks of rode geuzen rondlopen.
In het natuurlijke landschap van het Europees laagland kwamen grote zoogdieren zoals het wild zwijn en het edelhert ook dikwijls in deze gemeenschappen voor. Thans zijn dit echter zoogdieren die men in Nederland juist totaal niet associeert met uiterwaardgebieden, maar juist met de bossen van de hogere zandgronden.
Onder de vogels vormt de vegetatie uit het verbond van wilgenvloedbossen en -struwelen een belangrijk habitat voor onder andere matkop, buidelmees en zwarte ooievaar. Reigers en aalscholvers maken veelal hun nesten in de vegetatie uit dit verbond.

## Fotogalerij

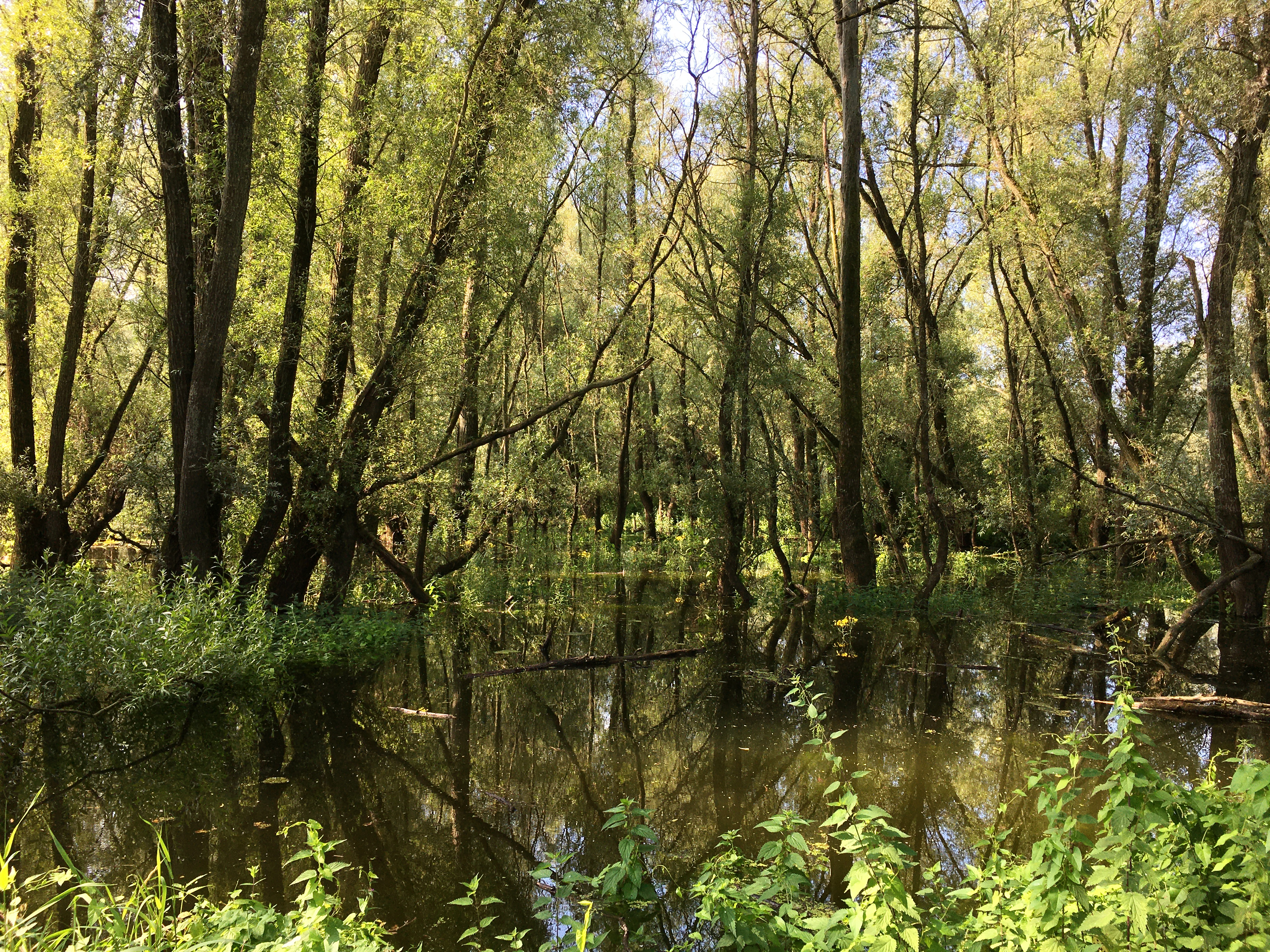
Een zomeraspect van het lissen-ooibos
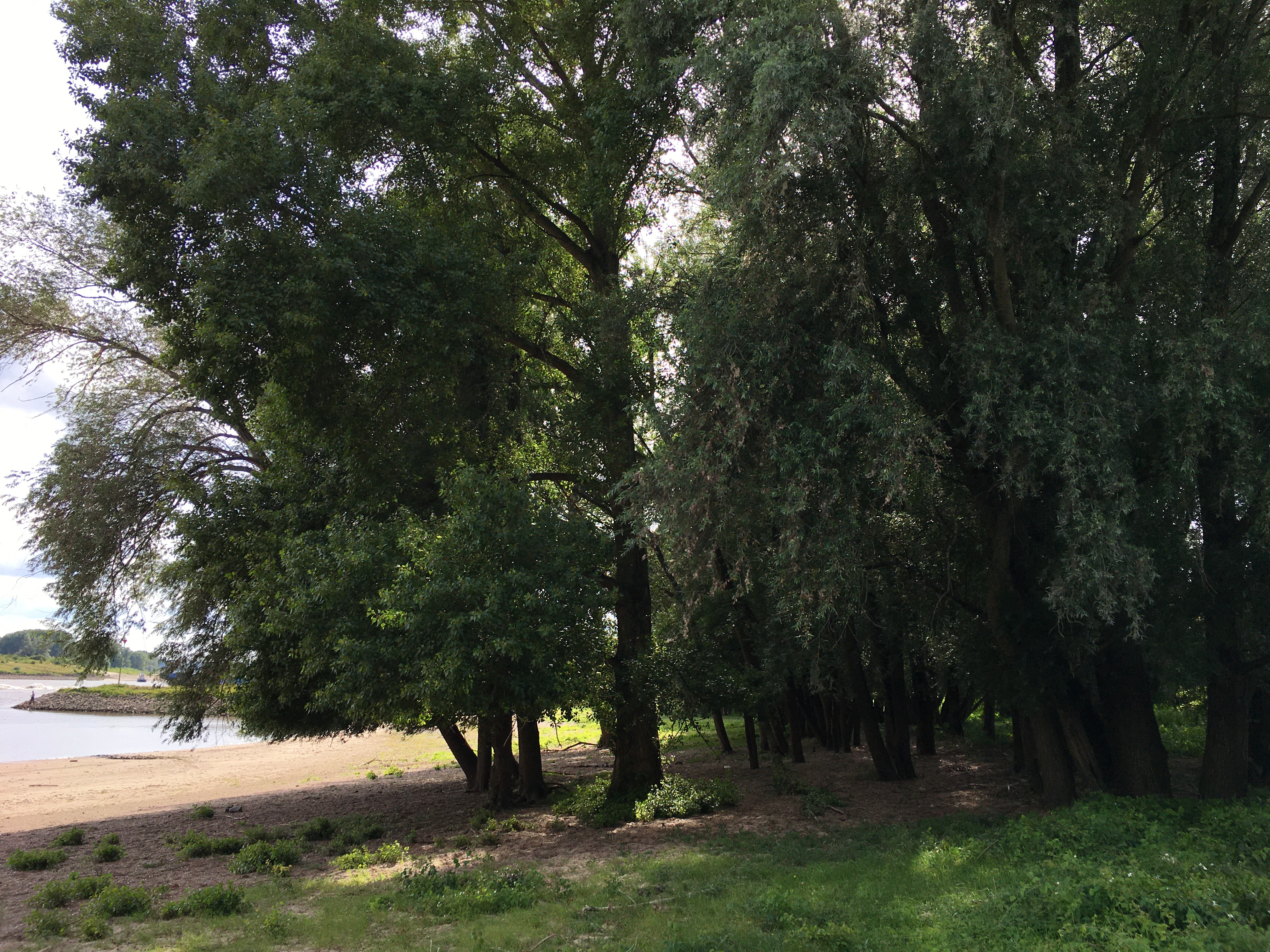
Bijvoet-ooibos
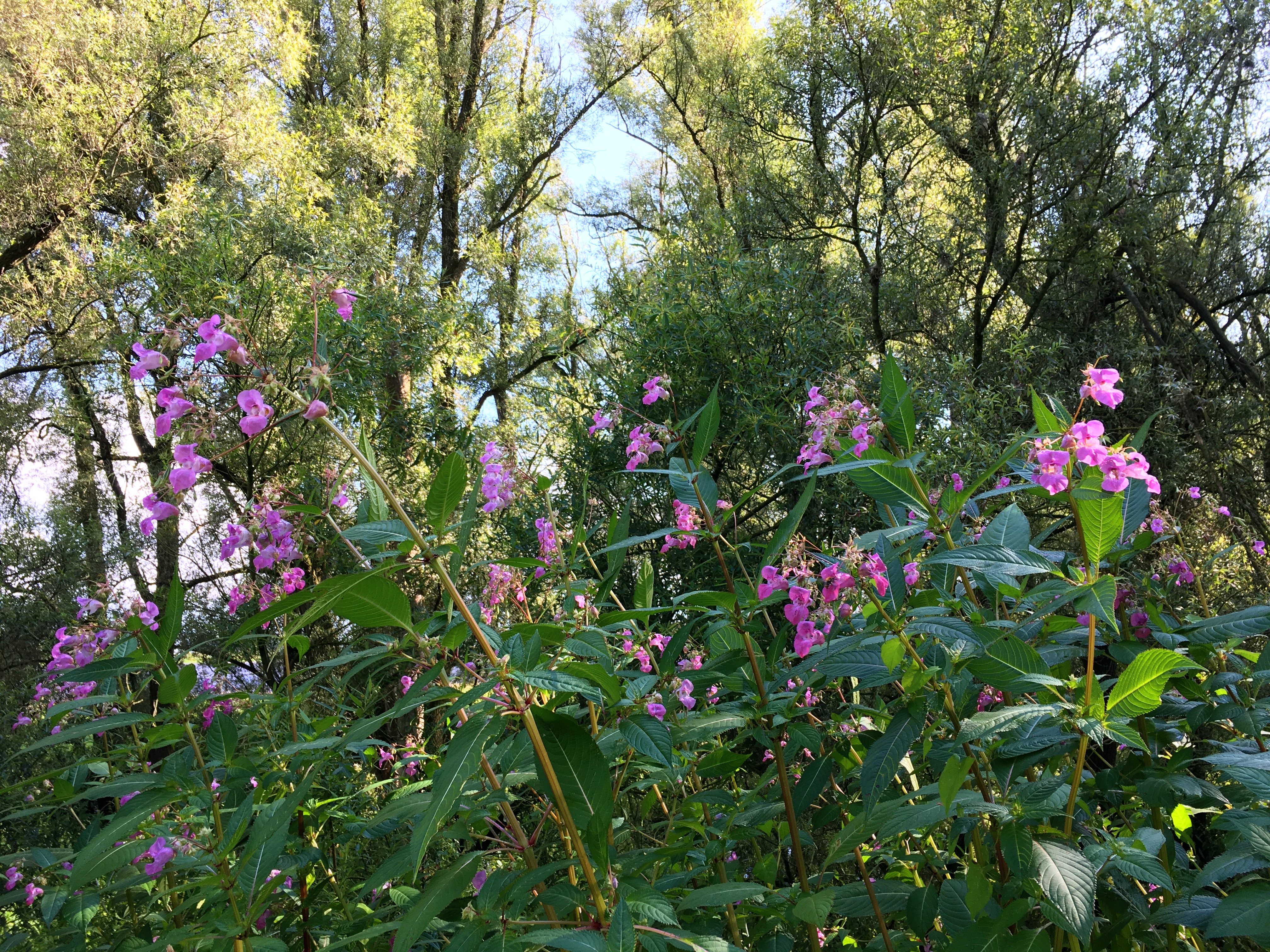
Close-up van de kruidlaag van de DG met reuzenbalsemien
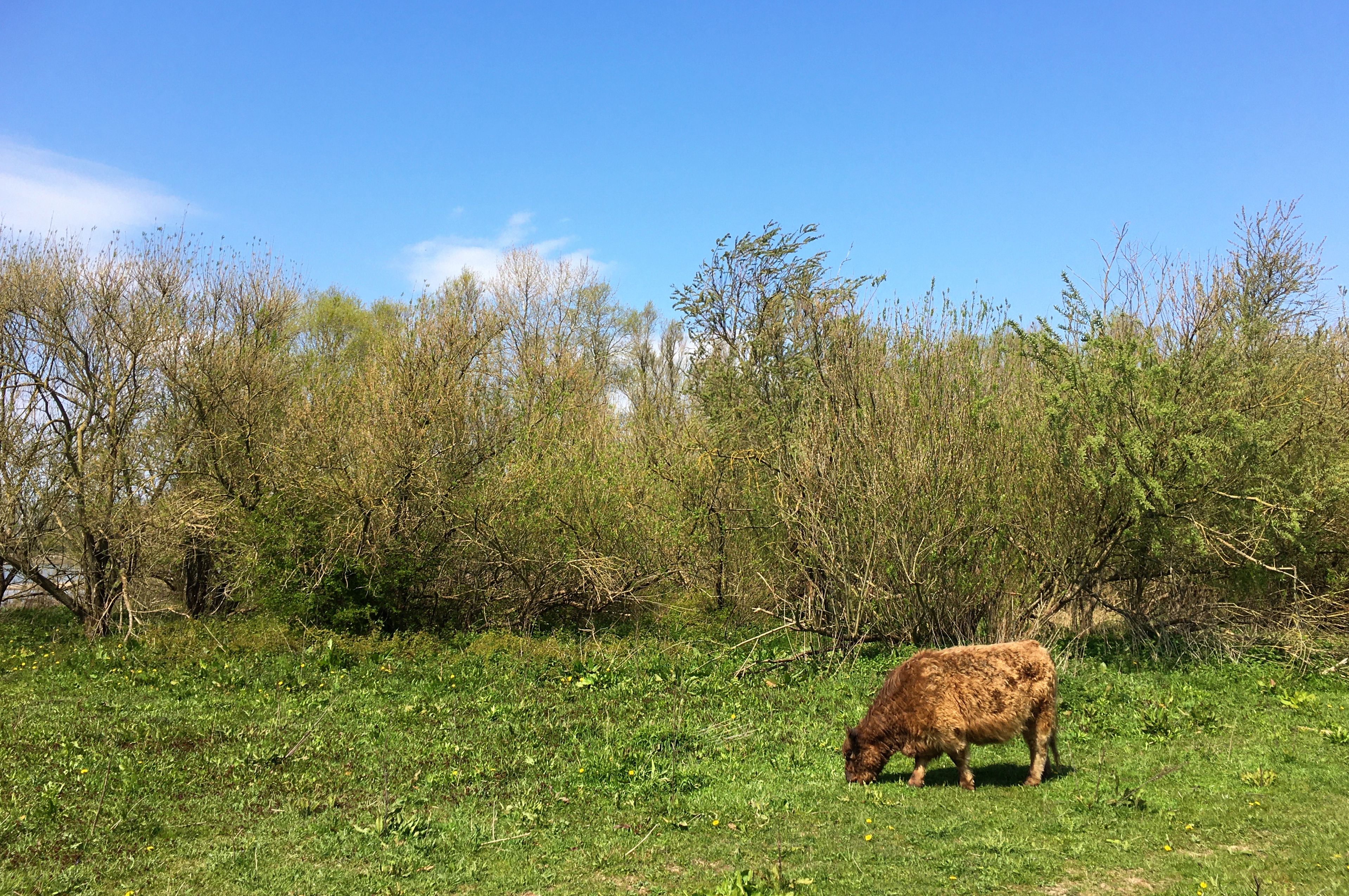
Een struweel uit het verbond